# Plan 9 (groupe)
Pour l’article homonyme, voir Plan 9.
Plan 9 est un groupe de rock psychédélique et garage rock américain, originaire du Rhode Island.

## Biographie

### Première période
Le groupe est formé en 1979 à Rhode Island par John Devault à la guitare, Eric Stumpo à la guitare et au chant, Mike Meehan à la batterie, John Florence à la basse et Deborah De Marco aux claviers. Le nom du groupe s'inspire du film de science fiction des années 1950 Plan 9 from Outer Space,.
Après un 45 tours en 1981, Can't Stand this Love, Goodbye/How Many Times, et une apparition sur une compilation Battle of the Garages, le groupe prend son envol en puisant son inspiration dans le garage rock des années 1960 avec des reprises de The Third Bardo (Five Years Ahead of My Times) ou de MC5 (Lookin at You, I Can't Give You Everything) qu'ils savent encore bonifier par un son ancré dans les années 1980. L'adjonction de Tom Champlin à la guitare, Evan Williams également à la guitare et Michael Ripa au chant, à la guitare et aux percussions complète la formation. 
Par période, Plan 9 compte huit membres, dont cinq guitaristes lesquels étaient résolument au service des compositions et non de leur ego contrairement à nombre de leurs contemporains de la six cordes[réf. nécessaire]. Il était néanmoins évident que les têtes pensantes de cette tribu rock underground étaient Eric Stumpo dont la voix hante la plupart des morceaux et l'omniprésente Deborah de Marco dont l'orgue apportait une coloration psychédélique aux arrangements. L'album Frustration, avec son long morceau-titre qui occupait une face du LP et complété par six autres morceaux dont les premiers 45 tours, est publié en 1982. Il est enregistré en juillet 1981 aux Trad Nossel Studios, de Wallingford, CT.
En 1984, le groupe publie Dealing With the Dead avec des compositions lancinantes et rampantes éclairées par des morceaux de guitares dont la pochette bénéficie du graphisme du dessinateur RK Sloane (une bande dessinée figurait d'ailleurs dans l'édition originale) avec ses monstres lysergiques et morbides. Plan 9 attire ainsi l'attention du label français New Rose qui fait paraître en 1984 l'album Try to Run, regroupant des morceaux de différentes sources dont ceux en collaboration avec le guitariste Brian Thomas. La même année, Plan 9 apporte sa contribution psychédélique aux célébrations de Noël avec un 45 tours aux guitares acérées Merry Christmas/White Christmas.
RK Sloane contribue de nouveau aux graphismes du live de 1985 intitulé I've Just Killed a Man I Don't Want to See Any Meat sur lequel apparaissait aux claviers, le leader de The Lyres, Jeff Connoly, puis à l'album studio suivant Keep Your Cool and Read the Rules (1985). Après un mini-album, Anytime Anyplace Anywhere (1986), réalisé dans une formation resserrée de six membres, Plan 9 élabora le très maîtrisé Sea hunt qui comporte  notamment le morceau Beyond Mombasa aux rythmes parsemé de soli distordus. Malgré une notoriété certaine dans le monde rock pour la qualité de leurs productions et leur intégrité musicale, le succès populaire n'est pas au rendez-vous et le groupe continue à s'effilocher pour ne garder que le noyau stable Stumpo/de Marco/Florence accompagné de divers musiciens pour publier Ham and Sam Jammin (1988), album mineur.

### Deuxième période
Plan 9 se met en léthargie pendant une dizaine d'années avec seulement deux 45 tours en 1993 (Animals Doing Things to Each Others dans un magazine et Around the USA/Blip/Open Wound) avant un retour d'un album aux sonorités traditionnelles porté par la voix de Stumpo, Pleasure Farm (1998). Au début du nouveau millénaire, autour de Stumpo et de Marco, Plan 9 abandonne la formule chanson rock psychédélique pour produire une musique plus jazzy à base d'improvisations avec une présence importante des percussions dans laquelle les longs morceaux n'avaient plus de titres mais uniquement des numéros de plages.
Ainsi en 2001 et 2002, paraissent les albums The Gathering, Cowtown, Nine Men's Misery (avec une pochette de nouveau dessinée par RK Sloane) et Sour Tongue Readings (No Spitting), productions éloignées de celles des années 1980 qui avaient fait leur renommée.